# Don Juan Manuel
Juan Manuel född 5 maj 1282 i Escalona, död 13 juni 1348 i Córdoba, var en spansk furste, militär och författare. Han var son till infanten Manuel av Kastilien och Beatrice av Savoyen, och bar själv titeln furste av Villena. Juan Manuel blev en av de rikaste och mäktigaste männen på sin tid och myntade sin egen valuta som kungarna gjorde, men kom att hamna i konflikt med kung Alfons XI, åt vilken han tidigare varit förmyndare, och drog sig sedermera tillbaka från det politiska livet för att ägna sig åt skrivandet.
Juan Manuel var sonson till Ferdinand III av Kastilien och brorson till Alfons X av Kastilien. Han fortsatte Alfons X:s kulturproduktion men var mer didaktisk och moralisk än denne. Juan Manuel har behandlat en mängd ämnen, historia, sociologi, jakt med mera. Hans Libro del Conde Lucanor eller De los Enxiemplos (1335, tryckt 1575) är en slags motsvarighet till Tusen och en natt eller Bocaccios Decamerone, dvs. en samling exemplariska berättelser med en gemensam ramberättelse. Juan Manuels arbeten kom att få stor betydelse för det spanska språkets utveckling. Under sitt liv kritiserades han för att ha valt litteratur som sitt kall, en aktivitet som ansågs sämre för en furste med sådan prestige.
Han gifte sig tre gånger och valde sina fruar av politiska och ekonomiska skäl och arbetade för att matcha sina barn med partners som var knutna till kungligheter. Han fick många barn, bland andra Juana Manuel av Kastilien.
Det finns viss förvirring kring hans namn och titlar. Juan Manuel hänvisar ofta till sig själv i sina böcker som "Don Juan, son till infante Don Manuel". Men några forskare från 1800- och början av 1900-talet började kalla honom infante, en titel han inte hade, eftersom i medeltida Kastilien bara konungarnas söner kallades sålunda (och han var sonson till Fernando III). Detsamma gäller titeln hertig och furste av Villena, som han fick från Alfonso IV och Pedro IV av Aragonien. Medan dessa titlar följer aragonesiska adelstraditioner, var de av litet intresse för den kastilianska författaren; han använde dem aldrig i sina skrifter eller korrespondens, och de har bara associerats till honom av en handfull forskare. 

## Biografi

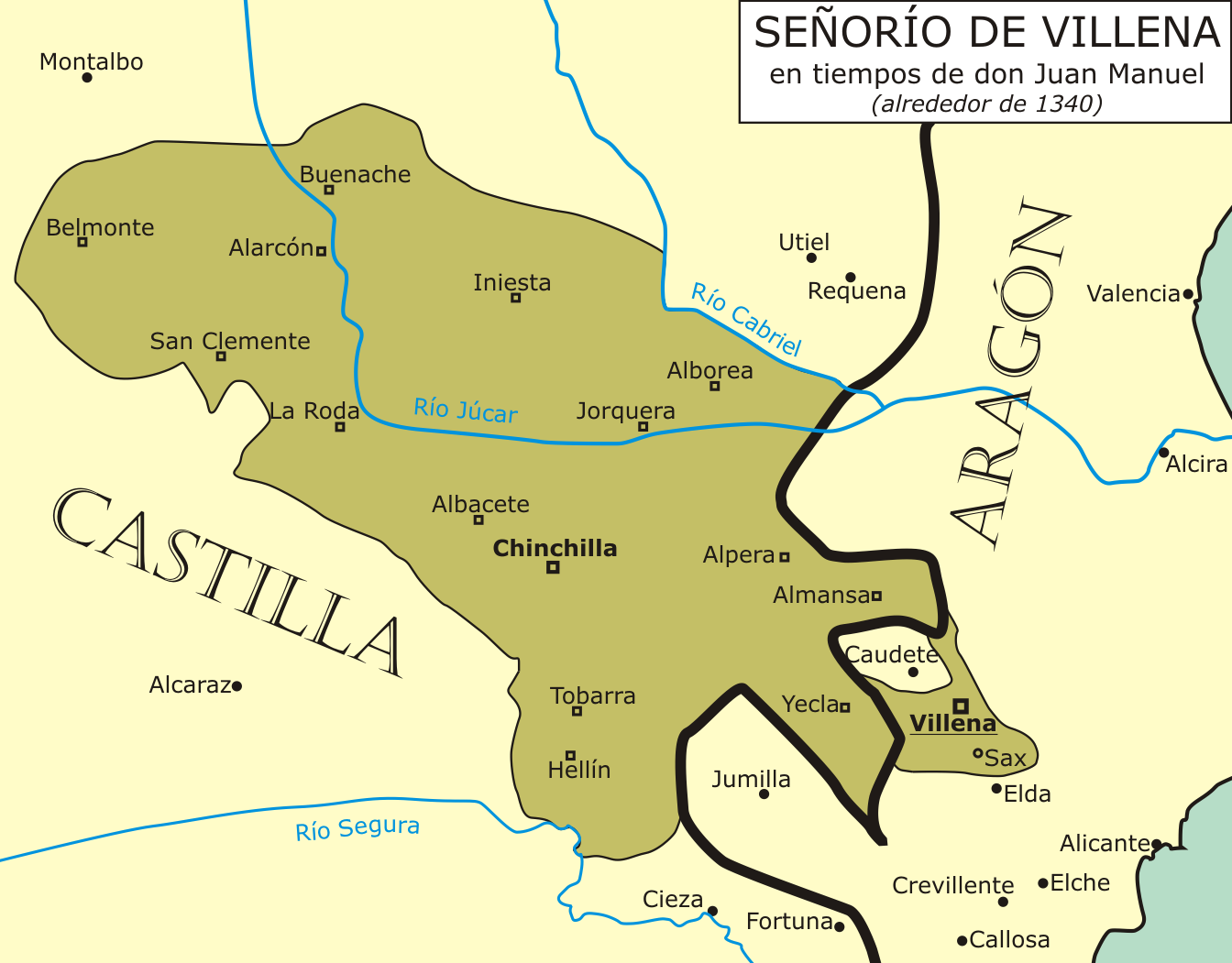
Utsträckning av Villenas herredöme vid Juan Manuels tid, omkring år 1340.

Juan Manuel föddes i slottet Escalona i det som nu är provinsen Toledo. Han var son till Manuel av Kastilien (son till Ferdinand III av Kastilien) och hans andra fru Beatrice av Savoyen. Hans far dog 1284, och Juan utbildades vid sin kusin Sancho IV:s hov. Hos denne gjorde hans förmågor honom till en favorit.  Vid sin mors död 1292 blev Juan Manuel hertig av Peñafiel. Juan Manuel utbildades i ädla konster som ridsport, jakt och fäktning, och lärde sig dessutom latin, historia, juridik och teologi. Vid tolv års ålder kämpade han för att avvisa en attack på Murcia från det muslimska Granada.
År 1304 anförtroddes han av drottningmodern Doña María de Molina att föra politiska förhandlingar med Jakob II av Aragonien på uppdrag av hennes minderårige son, Ferdinand IV. Diplomatin var framgångsrik och Ferdinands äktenskap med Jakobs dotter, Constantina, ökade Juan Manuels prestige. 
Juan Manuel hade ständiga konfrontationer med sin kung. Under hans vuxna år innehades Kastiliens tron av två monarker, Ferdinand IV och Alfonso XI. Juan Manuels var till en början lojal med Alfonso, till vilken Juan Manuel gav sin dotter Constanzas hand. Bröllopet sköts dock upp flera gånger tills Alfonso XI slutligen fängslades Constanza i Toros slott av oklara skäl. Denna incident förargade Juan Manuel, som bestämde sig för att vända sig mot Alfonso. Han förklarade krig mot Alfonso och inledde en lång konfrontation.
Vid sin fru Constantinas död 1327 stärkte Don Juan Manuel sin ställning genom att gifta om sig med Doña Blanca de La Cerda y Lara; han säkrade stöd från Juan Núñez de Lara, alférez i Kastilien, och han ingick en allians med Muhammed IV, Sultan av Granada. Denna formidabla koalition tvingade Alfonso XI att förlika sig, vilket han accepterade 1328 utan någon allvarlig avsikt att följa villkoren; men han var tvungen att släppa Doña Constanza. Kriget bröt snabbt ut på nytt och varade till 1331 när Alfonso bjöd in Juan Manuel och Juan Nuñez till en bankett i Villahumbrales med avsikten att, tros det, låta mörda dem; planen misslyckades, och Don Juan Manuel slog sig samman med Peter IV av Aragonien. Han belägrades av Alfonso i Garci-Nuñez, varifrån han flydde den 30 juli 1336, gick i exil och höll upproret vid liv till 1338. 
Slutligen frambringade påven en försoning mellan Juan Manuel och Alfonso XI. Denna försoning var inte fullständig förrän 1340, då Juan Manuel och Alfonso allierade sig mot muslimerna i slaget vid Río Salado och tog staden Algeciras. Efter dessa händelser lämnade Juan Manuel det politiska livet och gick i pension i Murcia, där han tillbringade sina sista år fokuserad på litteraturen. Stolt över sina verk bestämde han sig för att sammanställa dem alla i en enda volym. Denna sammanställning förstördes i en brand utan att någon känd kopia bevarats.
Juan Manuel dog i Peñafiel 1348, sextiosex år gammal.

## Verk
Under sitt liv skrev han cirka tretton verk, varav endast åtta bevarats till idag. Dessa verk är till övervägande delen didaktiska. I likhet med sin farbror Alfonso X av Kastilien skrev Juan Manuel på folkspråket kastilianska, en egenhet i en period då latin var det officiella språket för utbildade skribenter. Han skrev på folkmålet för att underlätta tillgången till litteratur för ett större antal kastilianska läsare.
Medan hans skrifter till stor del riktades till en läskunnig klass, antogs det ändå att de skulle läsas högt, vilket var gängse under medeltiden. Han är alltid medveten om moral och talar försiktigt, både på grund av sin upphöjda rang, och utifall kvinnor eller barn skulle höra vad han har skrivit. Hans verk speglar hans karaktär, ambitioner och övertygelser, så att de på många sätt är en spegel av hans tid och omständigheter.
Juan Manuels arbete präglas av både det praktiska och det andliga livet och riktar sig inte bara till adeln utan också till lägre stånd, eftersom mycket av hans arbete inte bara talar om herrarnas plikter utan om deras vasaller också. Även om hans verk ofta klassificeras under den allmänna medeltida rubriken "furstespeglar" börjar den också närma sig Machiavellis idéer och blir därigenom mer karakteristisk för renässansen på grund av betonandet av ett klokt styre.

### Kronologisk sammanfattning
Juan Manuels överlevande skrifter:
- Crónica abreviada sammanställdes mellan 1319 och 1325.
- Libro de la caza skrevs mellan 1320 och 1329; och under denna period på nio år framställdes Crónica de España, Crónica complida och Tratado sobre las armas.
- Libro del Caballero et del escudero avslutades före slutet av 1326.
- Den första boken i Libro de los estados slutfördes den 22 maj 1330.
- Den första boken av El Conde Lucanor skrevs 1328, den andra 1330 och den fjärde dateras till den 12 juni 1335.
- Den andaktsfulla Tractado de la Virgen, tillägnad föreståndaren av klostret i Peñafiel, till vilket Don Juan Manuel testamenterade sina manuskript, är av osäkert datum, men det verkar troligt att Libro de los frailes predicadores är något senare än Libro de los estados; att Libro de los castigos (lämnades oavslutad och därför känd under den alternativa titeln Libro infinido) skrevs senast 1333, och att avhandlingen De las maneras de amor författades mellan 1334 och 1337.

Bland hans förlorade verk finns Libro de los sabios, en avhandling som heter Engeños de Guerra och Libro de cantares, en samling verser; de har försvunnit tillsammans med Libro de la caballeria (skriven under vintern 1326) och Reglas como se debe trovar, en metrisk avhandling daterad till 1328–1334. 

### El Conde Lucanor
El Conde Lucanor, även benämnd Libro de enxemplos, trycktes först av Gonzalo Argote de Molina i Sevilla 1575, och det uppvisar Don Juan Manuel som en mästare i prosa-kompositionens konst, och som föregångare till Boccaccio. Berättelsens struktur återspeglar den medeltida världens förordningar och hierarkiska strukturer. I de första delarna föreslår en ung adelsman, Lucanor, ett abstrakt problem för Patronio; senare extraherar han lärdomen från Patronios berättelse och applicerar den som lösning på sitt eget problem. Juan Manuel avslutar berättelsen med en kort vers och kondenserar historiens moral till korta, konkreta uttalanden.
Det är i huvudsak ett verk av en mogen och självmedveten konstnär, reflekterande och selektiv i sina metoder. Don Juan Manuel importerar modeller från öst, och genom den lakoniska pittoresken i hans uttryck bibringar han den spansk prosan en ny kvalitet som når sin fulla utveckling i händerna på Juan de Valdés och Cervantes. Några av hans teman eller berättelser användes senare av Lope de Vega i La Pobreza estimada, av Juan Ruiz de Alarcón i La Prueba de las promesas, av Calderón i La Vida es sueño och av José de Cañizares i Don Juan de Espina en Milán. Det finns ett tydligt, men avlägset, förhållande mellan historien om em mancebo que casó con una mujer muy fuerte y muy brava och The Taming of the Shrew; och det finns en mer direkt koppling mellan några av Don Juan Manuels exempla och några av Hans Christian Andersens sagor.

## Barn

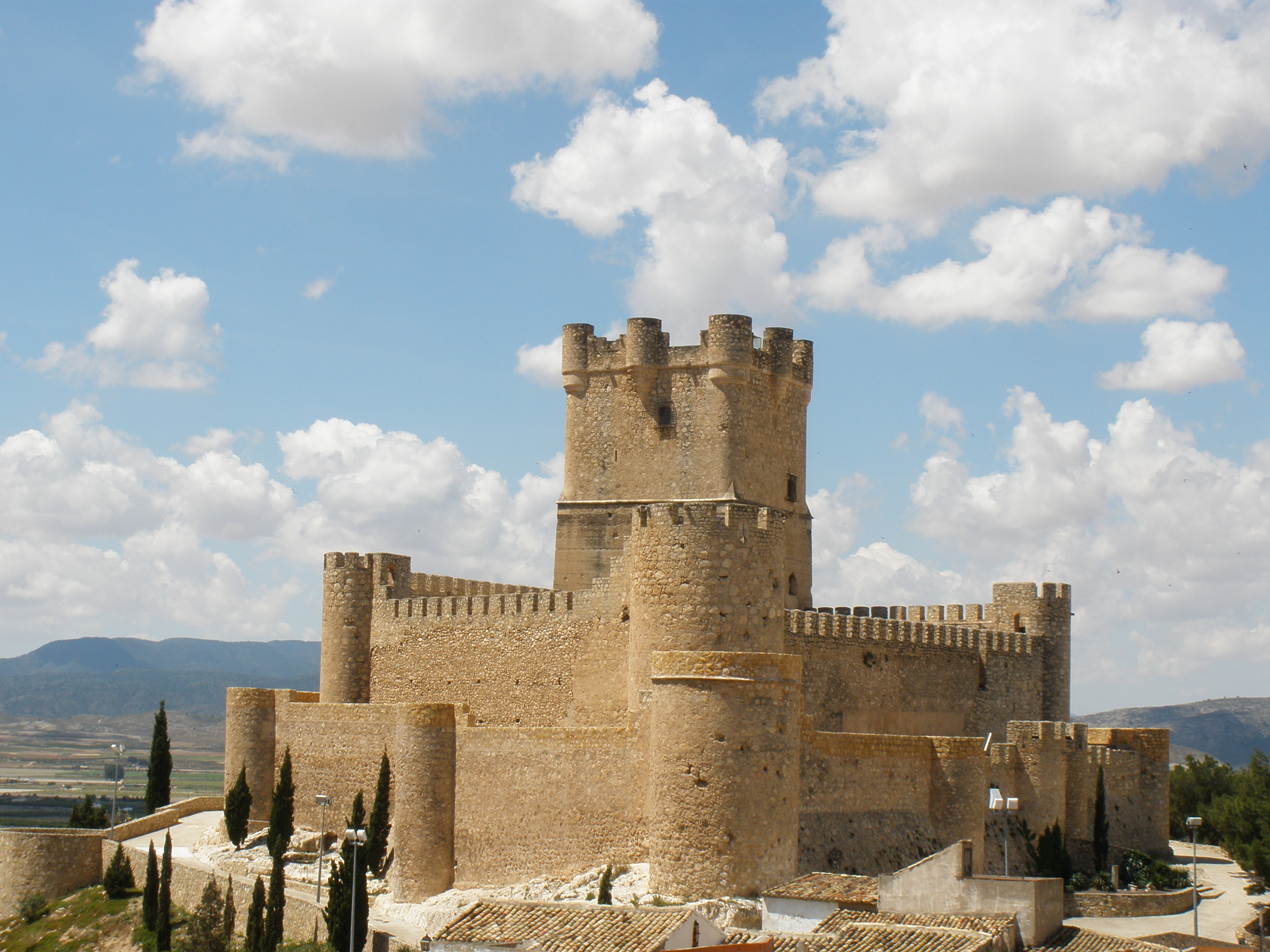
Villenas slott, huvudsäte i herredömet Villena.

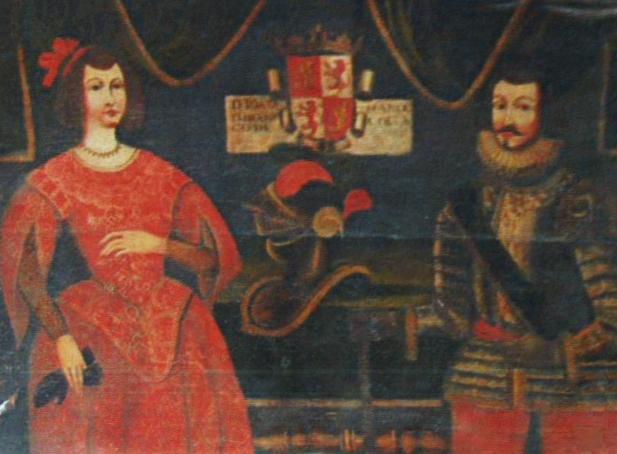
Blanca de La Cerda och Don Juan Manuel, i en portugisisk målningsserie från 1600-talet som visar förfäderna till familjen Manuel (Ficalho Palace, Serpa, Portugal)

Hans första fru var Elizabeth, dotter till Jakob II av Mallorca. Hon dog omkring 1301 och de hade inga barn.
Med Constanza av Aragonien, dotter till Jakob II av Aragonien :
- Constanza Manuel av Villena (c. 1318–1345), hustru till prins Peter av Portugal.
- Beatrice Manuel av Villena, dog ung.
- Manuel av Villena, dog ung.

Med Blanca de La Cerda y Lara :
- Fernando Manuel av Villena (död c. 1350), herre till Escalona, Peñafiel och Villena, som gifte sig 1346 med Joana, en dotter till Ramón Berenguer, greve av Ampurias, själv en yngre son till Jakob II av Aragonien. Paret hade en dotter, Blanca Manuel ( c. 1348–1361), arvtagare till Villena, Escalona och Peñafiel fram till 1361.
- Juana Manuel av Villena (1339–1381), som gifte sig 1350 med Henrik II av Kastilien (1333–79) och blev drottning av Kastilien.

Illegitima barn med Inés de Castañeda:
- Sancho Manuel av Villena (1320–1347),
- Enrique Manuel av Villena (1340–1390), greve av Seia och herre över Sintra